# セバスティアン・ラング
セバスティアン・ラング（Sebastian Lang、1979年9月15日- ）は、ドイツ、エルフルト出身の元自転車競技（ロードレース）選手。

## 経歴
2002年、ゲロルシュタイナーと契約を結んでプロ転向。
- U-23世界選手権・個人タイムトライアル(ITT)2位。

2003年
- デンマーク一周総合優勝。

2004年
- ツール・ド・フランス初出場（総合78位）。

2005年
- チームタイムトライアル・アイントホーフェンの優勝に貢献。

2006年
- 国内選手権・ITTを制した。

2007年
- 世界選手権・ITT5位。

2008年
- ツール・ド・フランス第9ステージの敢闘賞を獲得。また、第12ステージから第14ステージまで山岳賞部門でトップに立った。

2009年、ゲロルシュタイナーの解散に伴い、サイレンス・ロットに移籍。
2011年、引退。